# João Silvério Trevisan
João Silvério Trevisan (Ribeirão Bonito, 23 de junho de 1944) é um escritor ficcional e ensaísta, roteirista e diretor de cinema, dramaturgo, coordenador de oficinas literárias, jornalista, tradutor e defensor da comunidade LGBTQIA+ brasileira.
Natural de Ribeirão Bonito, interior de São Paulo, João Silvério Trevisan cresceu em uma família de classe baixa, rodeado por seus irmãos, sua mãe (que lhe incentivava a leitura e a sensibilidade) e seu pai, a quem auxiliava na entrega dos pães produzidos em casa, mas de conturbada relação.
Ex-seminarista, João assumiu sua homossexualidade à época da vigência do Ato Institucional nº 5, período em que seu longa-metragem Orgia ou o Homem Que Deu Cria (1970) foi alvo da censura, impulsionando João em um autoexílio pelas Américas, vivendo nos Estados Unidos (1973/74) e México (1975), após uma viagem de seis meses por onze países da América Latina.
Em sua estada na Califórnia, Trevisan recebeu grande influência da contracultura local, em especial dos movimentos antirracistas, feministas, ecologistas e LGBTQIA+.
Em seu retorno ao Brasil, João foi um dos fundadores do grupo Somos na defesa dos direitos dos homossexuais e de sua descriminalização na década de 1970, bem como um dos fundadores do jornal Lampião da Esquina - periódico em atividade de 1978 a 1981, com distribuição nacional, considerado subversivo no período, por sua defesa de direitos civis e uso de linguagem política afiada, com o emprego de gírias gueis. 
Atuou como diretor da oficina literária do SESC, além de ter sido colunista mensal na revista G Magazine. Para além de sua vasta obra literária, que segue em produção, João ministra oficinas de escrita criativa.
Em sua jornada acadêmica, João cursou o ginasial e colegial no Seminário Menor Diocesano de São Carlos (SP); Filosofia no Seminário Maior de Aparecida/Lorena (SP) e na Pontifícia Universidade Católica de São Paulo; possuindo diploma em filosofia (licenciatura plena) pelas Faculdades Associadas Ipiranga (FAI), São Paulo.
João Silvério Trevisan recebeu três vezes os prêmios Jabuti e APCA - Associação Paulista de Críticos de Artes. Sua obra foi traduzida para o inglês, alemão, espanhol, italiano, polonês e húngaro - perpassando o romance, os ensaios, contos e poesia, frequentemente abordando questões relativas ao sentimento de exílio na condição humana, a riqueza da diversidade, a solidão e a esperança. 
Dentre homenagens recebidas por sua obra, Trevisan foi homenageado pelo Instituto Moreira Salles, São Paulo, dentro do projeto "O escritor por ele mesmo", em novembro de 2000, bem como pela Câmara Municipal de São Paulo com o título de Cidadão Paulistano, em abril de 2006. Em novembro de 2009, João foi o escritor homenageado no evento Balada Literária, em São Paulo.
Para além de ser considerado um importante autor e ativista no panorama LGBTQIA+ nacional, a obra de João Silvério Trevisan examina, de modo profundo, a própria condição da brasilidade e de seus contrastes.
Em 09 de novembro de 2023, em cerimônia solene, João Silvério Trevisan recebeu o título de Doutor Honoris Causa pela Universidade Federal de Uberlândia (UFU), in verbis, "(...) por sua contribuição intelectual e artística como escritor, tradutor, roteirista, jornalista, diretor de cinema e dramaturgo, e em reconhecimento por sua militância em prol da cultura, das letras, das artes e das lutas da comunidade LGBTQIAP+". 

## Obras
Obras publicadas
- Testamento de Jônatas deixado a David (Ed. Brasiliense, 1976; contos);
- As incríveis aventuras de El Cóndor (Ed. Brasiliense, 1980/Ed. Moderna, 1984; romance juvenil);
- Em nome do desejo (Ed. Codecri, 1983/2ª edição Ed. Max Limonad, 1985; Editora Record, 2001; romance);
- Vagas notícias de Melinha Marchiotti (Ed. Global, 1984; Ed. Record, 2022; romance);
- Devassos no Paraíso (1ª e 2ª edições, Ed. Max Limonad, 1986; 3ª edição ampliada, Ed. Record, 2000; 4ª edição ampliada e atualizada, Ed. Objetiva, 2018; ensaio histórico-antropológico);
- O Livro do Avesso (Ed. Ars Poetica, 1992; romance);
- Ana em Veneza (Ed. Best Seller, 1994/4ª edição Ed. Record, 1998; romance);
- Troços & destroços (Ed. Record, 1997; contos);
- Seis balas num buraco só: A crise do masculino (Ed. Record, 1998; Ed. Schwarcz, 2021; ensaio multidisciplinar);
- Pedaço de mim (Ed. Record, 2002; ensaios);
- Rei do Cheiro (Ed. Record, 2009; romance);
- Pai, Pai (Ed. Alfaguara, 2017; romance autobiográfico);
- A Idade de Ouro do Brasil (Ed. Alfaguara, 2019; romance);
- Meu irmão, eu mesmo (Ed. Alfaguara, 2023; romance autobiográfico).

Traduções publicadas
- Havana Para um Infante Defunto, de Guillermo Cabrera Infante (1987);
- Sete Noites, de Jorge Luis Borges (1982);
- Antologia, de Melanie Klein (1982);
- A Separação dos Amantes, de Igor Caruso (1981);
- Dialética de um derrota, de Carlos Altamirano (1979);
- Vozes & Crônicas, de Eduardo Galeano (1978);
- Análise transacional para mães e pais, de Jongward & Scott (1976), etc. Tradução do inglês e do espanhol.

Filmes dirigidos
- Contestação (curta-metragem, 1969, disponível no Youtube);
- Orgia ou o homem que deu cria (longa-metragem, 1970, disponível no Youtube);

Roteiros cinematográficos filmados ou obras adaptadas
- Orgia ou o homem que deu cria (1970);
- Doramundo, de João Batista de Andrade (1º tratamento; 1977);
- A mulher que inventou o amor, de Jean Garret (1979);
- Julia Mann: Memórias do Paraíso, de Marcos Strecker (2005);
- Variações Sobre um Tema de Mozart, de Genésio Marcondes Júnior (2005, curta metragem baseado em seu conto homônimo);
- The Secret Friend, de Flávio Alves, U.S.A. (2010, curta metragem baseado no seu conto “O amigo secreto”).

Roteiros inéditos
- O Monstro (1969);
- Maria da Tempestade (1971);
- A incrível Maria Quitéria (1978);
- Churchi Blues (1983);
- A Idade de Ouro do Brasil (1987);
- Deitado no vitral da noite (1989; com Tânia Savietto);
- O onanista (1991; baseado em conto de sua autoria);
- O Assalto (2008);
- Fortunato e Justina (2009);
- Os Equilibristas (2009);
- Os Desterrados (2017).

Cinema, participação
- Assistente de direção no média-metragem Liberdade de Imprensa (1967);
- Responsável pela trilha sonora dos longas-metragens Gamal, o delírio do sexo (1969), Paulicéia Fantástica (1969/70) e do média-metragem Eterna Esperança (1970);
- Documentário São Paulo em Hi-Fi (2013), dirigido por Lufe Steffen;
- Documentário Lampião da Esquina (2016), dirigido por Lívia Perez e Noel Carvalho;
- Documentário Carta para Além dos Muros (2019), dirigido por André Canto;
- Documentário Não é a Primeira Vez que Lutamos pelo Nosso Amor (2022), dirigido por Luis Carlos de Alencar.

Jornalismo
- .O Lampião da Esquina (1978 - 1981).

Peças encenadas
- Ó Pátria Amada! (Grupo Vivencial Diversiones, Café Teatro Vivencial Diversiones, 1979, Recife);
- Heliogábalo & Eu (direção de George Moura, Cia. de Teatro de Séraphim, Teatro Valdemar de Oliveira, 1990; e Teatro Barreto Júnior, 1992, Recife);
- Em nome do desejo (direção de Antonio Cadengue, Cia. Teatro de Séraphim, Teatro do Derbi, 1990 e Teatro Barreto Júnior, 1992, Recife; Teatro Dulcina, 1993), Rio de Janeiro; e Teatro Ruth Escobar, 1993, São Paulo);
- Troços & Destroços (adaptação e direção de João das Neves), Teatro Universitário da U.F.M.G., Centro Cultural de B.H., 1997/98, Belo Horizonte;
- Churchi Blues (direção de Antonio Cadengue, Cia. Teatro de Séraphim, Teatro da Reitoria da Univ. Federal do Paraná, 2002, Curitiba);
- Hoje é dia do amor (direção de Antonio Cadengue), Teatro dos Satyros, 2007, São Paulo, Porto Alegre e Recife;
- Ritual Íntimo (baseada nos contos do autor; direção de Marcelo Braga e Marcelo Dênny), Centro Cultural São Paulo, 2007, São Paulo.

Obras inéditas
- Os sete estágios da agonia (novela);
- Iniciações/Passagens (contos);
- A cor do crepúsculo (poemas);
- A noite de todos os mortos (peça radiofônica);
- Diálogos de Jay Jay Maia com Thomas Jefferson (peça teatral);
- O velho e o Menino (peça teatral).

Prêmios
- Prêmio A.P.C.A. (Associação Paulista de Críticos de Arte) para melhor Ficção do ano por Rei do Cheiro (2009);
- Prêmio Jabuti de contos (Câmara Brasileira do Livro) para Troços & Destroços (1998);
- Prêmio Estímulo à Dramaturgia (FUNARTE) para peça Diálogos de Jay Jay Maia com Thomas Jefferson (1995);
- Prêmio Jabuti de romance (Câmara Brasileira do Livro) para Ana em  Veneza (1995);
- Prêmio A.P.C.A. (Associação Paulista de Críticos de Arte) para Melhor Ficção do Ano por Ana em Veneza (1994);
- Prêmio Jabuti de romance (Câmara Brasileira do Livro) para O Livro do Avesso (1993);
- Prêmio Melhor Espetáculo do Júri e do Público para peça Em Nome do Desejo, no III Festival Nacional de Teatro e Dança de João Pessoa, PB (1992);
- Prêmio Melhor Espetáculo para Em Nome do Desejo, na XVIII Mostra de Teatro do Festival de Inverno de Campina Grande, PB (1992);
- Prêmio A.P.C.A. para Melhor Tradução do Ano por Havana Para um Infante Defunto (1987);
- Prêmio Estímulo de Roteiro Cinematográfico para Deitado no vitral da noite (1989), Churchi Blues (1983) e Maria da Tempestade (1971), da Secretaria de Cultura de São Paulo;
- Prêmio “Status” Erótico para conto Testamento de Jônatas deixado a David (1976), São Paulo;
- Prêmio Revista "Ficção" para conto Interlúdio em San Vicente (1976), R.Janeiro;
- Prêmio IV Concurso Latinoamericano de Cuentos para Testamento de Jonatás dejado a David (1976), México;
- Prêmio Revista "O Seminário" para contos O frangote manco (1961) e Vida pela manhã (1959), Viamão, RS.

Obra traduzida
- Perverts in Paradise (GMP Press, 1986, Londres);
- Im Namen der Begierde (Bruno Gmünder Verlag, 1989, 3ª edição, Berlim);
- Ana in Venedig (Eichborn Verlag, Frankfurt,1997);
- Ana en Venecia (EDHASA,  Barcelona; 1999);
- In the name of desire (Sundial House, New York, 2022).